# Wugigarra eberhardi
Wugigarra eberhardi là một loài nhện trong họ Pholcidae. Loài này được phát hiện ở Nieuw-Zuid-Wales.